# Helictotrichon petzense
Helictotrichon petzense är en gräsart som beskrevs av Helmut Melzer. Helictotrichon petzense ingår i släktet Helictotrichon och familjen gräs. Inga underarter finns listade i Catalogue of Life.